# Corrie ten Boom
Cornelia Arnolda Johanna ten Boom, nota anche con lo pseudonimo di Corrie (Haarlem, 15 aprile 1892 – Placentia, 15 aprile 1983), è stata un'orologiaia e scrittrice olandese di religione cristiana calvinista, si è spesa con suo padre Casper ten Boom, sua sorella Betsie ten Boom e gli altri membri della famiglia per aiutare i molti ebrei a scappare dai nazisti durante l'Olocausto nella seconda guerra mondiale nascondendoli in casa. Credeva che le sue azioni seguissero la volontà di Dio. Lei e la sua famiglia furono catturati e arrestati, Corrie e sua sorella Betsie furono inviate al campo di concentramento di Ravensbrück.
Il suo libro più famoso, Il nascondiglio (The Hiding Place), è una biografia scritta di suo pugno che racconta le vicissitudini e gli sforzi della sua famiglia, e di come ha trovato e condiviso la speranza in Dio mentre era imprigionata nel campo di concentramento.

## Biografia

### Primi anni
Corrie ten Boom nacque il 15 aprile 1892 da una famiglia della classe operaia ad Haarlem, nei Paesi Bassi. Corrie aveva tre fratelli maggiori: Betsie, Willem e Nollie. Le sue tre zie materne, Tante Bep, Tante Jans e Tante Anna, vivevano con la famiglia. Prende il nome da sua madre, Cornelia, ma è meglio conosciuta come Corrie per tutta la vita, era la figlia più giovane di Casper ten Boom, un gioielliere ed orologiaio. Suo padre era affascinato dall'arte dell'orologeria e spesso era così preso dal suo lavoro che si dimenticava di far pagare ai clienti i suoi servizi.
La famiglia ten Boom viveva sopra il negozio di orologi di Casper, in quello che Corrie chiamava "il Beje", una casa che prendeva il nome dalla Barteljorisstraat dove vivevano. Corrie ha trascorso la prima parte della sua vita ad occuparsi delle pulizie. Quando un'influenza costrinse Betsie, la sorella di Corrie, a letto per un lungo periodo di tempo, Corrie prese il suo posto e iniziò a lavorare nel negozio di orologi di famiglia. Scoprì presto di amare il "lato più commerciale" del negozio di orologi, di cui ne organizzò la strategia economica sviluppando un sistema di fatture e di libri mastri. Anche quando Betsie si riprese, Corrie mantenne il suo ruolo nel negozio e Betsie si occupò delle faccende domestiche, per la gioia di entrambe.
Ha studiato per diventare lei stessa orologiaio, nel 1922 è diventata la prima donna a ottenere la licenza di orologiaio nei Paesi Bassi. Nel decennio successivo, oltre a lavorare nel negozio di suo padre, fondò un club giovanile per ragazze adolescenti, che si occupava dell'istruzione religiosa e di lezioni di arti dello spettacolo, cucito e artigianato.
Lei e la sua famiglia erano cristiani calvinisti nella Chiesa riformata olandese, la loro fede li ha ispirati a rendersi utili nella loro società, cosa che hanno fatto offrendo riparo, cibo e denaro a coloro che erano in condizioni d'indigenza. Alcuni importanti principi della loro fede includevano una diversa considerazione degli ebrei, per i calvinisti erano preziosi per Dio, e che tutte le persone sono create uguali: entrambi questi principi formano una potente motivazione per il lavoro disinteressato di salvataggio in cui sarebbe stata successivamente coinvolta.

### Gli anni della guerra
Nel maggio 1940 i tedeschi invasero i Paesi Bassi. Tra le restrizioni imposte esisteva il divieto di riunione, anche per il club giovanile. Nel maggio 1942, una donna ben vestita si presentò ai ten Boom con una valigia in mano e disse loro che era ebrea, suo marito era stato arrestato diversi mesi prima, suo figlio era scappato per nascondersi e le forze di occupazione l'avevano recentemente visitata in casa, quindi aveva paura di tornare indietro. Aveva saputo che i ten Boom avevano precedentemente aiutato i loro vicini ebrei, i Weil, e ha chiesto se poteva essere aiutata anche lei. Casper accettò prontamente, poteva restare con loro anche se il quartier generale della polizia era solo a mezzo isolato di distanza.
Casper, un devoto lettore dell'Antico Testamento, sapeva che gli ebrei erano il "popolo eletto" e disse alla donna:"In questa casa, il popolo di Dio è sempre il benvenuto". La famiglia divenne poi molto attiva nella scena clandestina olandese, nascondendo i profughi e onorando lo Sabbath ebraico. La famiglia non cercò mai di convertire nessuno degli ebrei che aveva chiesto il loro aiuto.
Corrie e sua sorella Betsie hanno aperto la loro casa ai rifugiati ebrei e ai membri del movimento di resistenza, e di conseguenza sono stati ricercati dalla Gestapo e dalla sua controparte olandese. Il lavoro nei confronti dei profughi svolto da Corrie e sua sorella al Beje divenne noto alla resistenza olandese: arrivò un architetto a casa ten Boom per costruire una stanza segreta per gli ebrei nascosti insieme ad un campanello d'allarme che poteva essere usato per avvertire gli stessi rifugiati di nascondersi il più rapidamente possibile. Così la famiglia ten Boom creò Il nascondiglio (The Hiding Place). La stanza segreta era adiacente alla camera da letto di Corrie, dietro un finto muro e poteva contenere fino a 6 persone; era stato installato un sistema di ventilazione per gli occupanti; era possibile sentire un cicalino in casa per avvertire i rifugiati di entrare nella stanza il più rapidamente possibile durante i controlli di sicurezza nel quartiere. Avevano abbondanza di spazio, ma la scarsità in tempo di guerra significava che il cibo era scarso. Ogni olandese non ebreo aveva ricevuto una tessera annonaria, il requisito per ottenere buoni alimentari settimanali. Attraverso il suo lavoro di beneficenza, Corrie conosceva molte persone ad Haarlem e si ricordava di una famiglia con una figlia disabile, il cui padre era un impiegato statale che ora era responsabile dell'ufficio locale delle tessere annonarie. Una sera andò a casa sua e quando le fu chiesto quante tessere annonarie le servivano, "Ho aperto la bocca per dire: 'Cinque'", ha scritto Ten Boom su The Hiding Place, "ma il numero che inaspettatamente e sorprendentemente uscì invece fu: 'Cento'". Gliele diede, e lei fornì le carte ad ogni ebreo che incontrava.
Il coinvolgimento di Corrie nella resistenza olandese è andato oltre la raccolta di tessere annonarie rubate e l'accoglienza degli ebrei in casa sua: ben presto entrò a far parte della rete di resistenza clandestina olandese e supervisionò una rete di contrabbando di ebrei verso luoghi sicuri. Complessivamente, si stima che circa 800 ebrei siano stati salvati dagli sforzi di Corrie.

### Arresto, detenzione e rilascio
Il 28 febbraio 1944, un informatore olandese, Jan Vogel, raccontò ai nazisti del lavoro dei ten Booms; intorno alle 12:30 di quel giorno, i nazisti arrestarono l'intera famiglia ten Boom. Non appena la perquisizione in casa, porta alla luce i materiali della resistenza e le tessere annonarie extra, sono stati trasferiti nella prigione di Scheveningen. Il gruppo di sei persone nascoste dai ten Boom, composto sia da ebrei che da volontari della resistenza, rimase sconosciuto. Sebbene la casa fosse sotto costante sorveglianza dopo l'arresto dei ten Boom, gli agenti di polizia che erano anche membri del gruppo di resistenza hanno coordinato la fuga dei rifugiati. Un giorno, mentre era in prigione, Corrie ricevette una lettera, era scritto:"Tutti gli orologi nel tuo armadietto sono al sicuro"; il che significa che i rifugiati erano riusciti a fuggire ed erano al sicuro. Quattro giorni dopo il raid, i lavoratori della resistenza li trasferirono in altre località. Complessivamente la Gestapo ha arrestato oltre 30 persone, che quel giorno si trovavano nella casa di famiglia.
Sebbene la Gestapo rilasciò presto la maggior parte delle 30 persone catturate in quel giorno, Corrie, Betsie e il loro padre Casper furono tutti trattenuti in prigione. Casper morì dieci giorni dopo. Corrie fu inizialmente tenuta in isolamento; dopo tre mesi, è stata portata alla sua prima udienza. Al processo, Corrie ha parlato del suo lavoro con le persone con disabilità mentali; il tenente nazista si fece beffe di lei, sostenendo che i nazisti uccidevano da anni questi individui con disabilità mentali in accordo con le loro politiche eugenetiche. Corrie ha difeso il suo lavoro dicendo che agli occhi di Dio, una persona disabile mentale potrebbe essere più preziosa "di un orologiaio o di un tenente".
Corrie e Betsie furono inviate da Scheveningen a Herzogenbusch, un campo di concentramento politico (noto anche come Kamp Vught) e infine al campo di concentramento di Ravensbrück, un campo di lavoro femminile in Germania. nel campo hanno tenuto un servizio di culto dopo le dure giornate di lavoro utilizzando una Bibbia che erano riusciti a introdurre di nascosto. Attraverso i loro insegnamenti ed esempi di indefettibile carità, Corrie e Betsie convertirono molti dei prigionieri al cristianesimo. Mentre erano imprigionati a Ravensbruck, Betsie e sua sorella iniziarono a discutere i piani per fondare un luogo di cura e guarigione dopo la guerra. La salute di Betsie continuò a peggiorare fino al 16 dicembre 1944 quando morì all'età di 59 anni. Prima di morire, disse a Corrie: "Non c'è fossa così profonda per cui Egli [Dio] non sia ancora più profondo". Dodici giorni dopo, Corrie è stata rilasciata, ed in seguito, le è stato riferito che il suo rilascio era dovuto a un errore d'ufficio e che una settimana dopo, tutte le donne della sua età sono state inviate alle camere a gas.
Corrie ten Boom è tornata a casa nel bel mezzo dell'inverno della fame. Ha ancora aperto le sue porte ai disabili mentali che si nascondevano per paura delle esecuzioni.

### Il dopoguerra
Dopo la guerra, tornò nei Paesi Bassi per creare un centro di riabilitazione a Bloemendaal. Il rifugio ospitava i sopravvissuti ai campi di concentramento e ospitava esclusivamente gli olandesi disoccupati che avevano collaborato con i tedeschi durante l'occupazione fino al 1950, quando accoglieva chiunque avesse bisogno di cure. Ha scoperto che suo nipote Kik ten Boom era morto in un campo di concentramento. Tornò in Germania nel 1946 e incontrò e perdonò due tedeschi che erano stati impiegati a Ravensbrück, uno dei quali era stato particolarmente crudele con Betsie. Corrie ha continuato a viaggiare in giro per il mondo, come relatore pubblico, apparendo in più di 60 paesi. Ha scritto molti libri durante questo periodo.
Uno di questi libri è intitolato Tramp for the Lord ed è stato scritto tra la fine degli anni '60 e l'inizio degli anni '70: ogni capitolo racconta una storia breve e diversa sui suoi viaggi nel mondo e sulla condivisione del messaggio evangelico in Africa, Europa, America, Asia e persino in quei paesi difficili da raggiungere e pericolosi come Russia (l'allora URSS), Cuba e Cina. Presenta fotografie di Corrie e dei suoi importanti messaggi di perdono, speranza, amore e salvezza attraverso la grazia salvifica di Gesù Cristo. Corrie ha raccontato la storia dei membri della sua famiglia e delle loro attività durante la seconda guerra mondiale nel suo libro bestseller, The Hiding Place (1971), che è stato trasformato in un film della World Wide Pictures del 1975, The Hiding Place, con Jeannette Clift nei panni di Corrie e Julie Harris nel ruolo di Betsie.
Nel 1977, l'ottantacinquenne Corrie emigrò a Placentia, in California. Nel 1978 ha avuto due ictus, il primo l'ha resa incapace di parlare, ed il secondo ne ha provocato la paralisi. Morì nel giorno del suo 91º compleanno, il 15 aprile 1983, dopo aver subito un terzo ictus. Corrie ten Boom fu sepolta nel Fairhaven Memorial Park a Santa Ana, in California.
Un film sequel, Return to the Hiding Place (War of Resistance), è uscito nel 2011 nel Regno Unito e nel 2013 negli Stati Uniti. Il film era basato sul libro di Hans Poley, dove dipingeva un quadro più ampio della cerchia di cui faceva parte.

## Onorificenze
- La Yad Vashem Remembrance Authority[21] in Israele l'ha onorata nominandola Giusto tra le Nazioni il 12 dicembre 1967.[21]
- Fu nominata cavaliere dalla regina dei Paesi Bassi in riconoscimento del suo lavoro durante la guerra.[22]
- Il Ten Boom Museum di Haarlem è dedicato a lei e alla sua famiglia in riconoscimento del loro lavoro.
- Il King's College di New York ha nominato una nuova casa delle donne in suo onore.